# Paradromulia rufigrisea
Paradromulia rufigrisea là một loài bướm đêm trong họ Geometridae.